# 六角満高
六角 満高（ろっかく みつたか）は、南北朝時代から室町時代前期にかけての守護大名。近江国守護。六角氏8代当主。

## 生涯
六角氏頼の子として誕生。正室は足利基氏娘。
父の死後、幼い満高に代わって佐々木氏傍流の京極高詮が父の猶子として家督を継いでいたが、天授3年/永和3年（1377年）に追放され、満高が家督を継いだ。3代将軍・足利義満に信任され、子・満綱の室に義満の娘を迎えている。義満の死後、足利義持が4代将軍になると六角氏と幕府との関係は悪化し、応永17年（1411年）の飛騨の乱では飛騨国への出陣命令を拒否していたのをきっかけに、応永17年12月21日（1411年1月15日）に一時守護を解任されて同族の青木持通が任ぜられたが、すぐに復帰している。
応永23年（1416年）に亡くなり、満綱が家督を継いだ。
幼少時から足利義満に近侍を許された愛童の1人であるが、余りに重用されているために満高を義満の弟とする説もある。